# Lake City (Karolina Południowa)
Lake City – miasto w Stanach Zjednoczonych, w stanie Karolina Południowa, w hrabstwie Florence.